# Municipio de Viking (condado de Traill)
El municipio de Viking (en inglés: Viking Township) es un municipio ubicado en el condado de Traill en el estado estadounidense de Dakota del Norte. En el año 2010 tenía una población de 169 habitantes y una densidad poblacional de 1,87 personas por km².

## Geografía
El municipio de Viking se encuentra ubicado en las coordenadas 47°32′33″N 97°24′39″O / 47.54250, -97.41083. Según la Oficina del Censo de los Estados Unidos, el municipio tiene una superficie total de 90.21 km², de la cual 90,21 km² corresponden a tierra firme y (0 %) 0 km² es agua.

## Demografía
Según el censo de 2010, había 169 personas residiendo en el municipio de Viking. La densidad de población era de 1,87 hab./km². De los 169 habitantes, el municipio de Viking estaba compuesto por el 99,41 % blancos, el 0,59 % eran de otras razas. Del total de la población el 0,59 % eran hispanos o latinos de cualquier raza.